# فاسدون في السلطة
فاسدون في السلطة  كتاب للناقد المسرحي المصري حسن عطية صدر عام 2006 عن دار العلوم للنشر والتوزيع في 226. الكتاب يحتوى على قسمين: القسم الأول خاص بأنواع من الفساد المالي لرجال على قمة السلطة في بلاد مختلفة، والقسم الثاني خاص بالفساد والفضائح الجنسية لرجالات السلطة. الكاتب عطية حسن هو عميد المعهد العالى للفنون الشعبية سابقاً، وعميد المعهد العالى للفنون المسرحية.

## محتوى الكتاب
القسم الأول: عندما يسرق الكبار
الحكم على الرئيس الكونغولي بالسجن 30 عاماُ - وضع ديكتاتور بورما رهن الإقامة الجبرية - الشرطة تستجوب الرئيس الزامبي المتهم بالفساد - إنتربول تريد القبض على الرئيس البيروفي السابق - ثلاث سنوات لبنازير بوتو لإدانتها بالفساد - اعتقال وزير الاقتصاد الأرجنتيني السابق - استقالة وزير العدل الفيليبيني بسبب فضيحة فساد - ستة أعوام لوزير عماني بعد إدانته بإساءة الأمانة - اتهام رئيس الوزراء الهندي السابق بالرشوة - زوج أميرة موناكو ضرب مواطنا ألمانيًا في ملهى - القبض على رئيس بلدية سعودي بتهمة الرشوة -  375 ألف دولار كفالة لزعيم المعارضة الإيرانية - الإعدام والسجن لمسؤولين فاسدين في الصين - تجريد اللواء أنطوان لحد من حقوقه المدنية - نائب درزي إسرائيلي مرشح للوزارة متهم بالاغتصاب - الحكم بالسجن على نائبين من الحزب الحاكم في مصر - دبلوماسي جيبوتي يهرب أجهزة بخمسة ملايين جنيه - خمسة أجهزة فيديو في حقيبة دبلوماسي كوري - فساد في الأكاديمية العسكرية الملكية البريطانية - محاكمة دبلوماسي بريطاني هرّب شرائط دعارة - فضائح حكومة توني بلير البريطانية - اتهام محافظة مدينة أمريكية بالفساد - اعتقال عمدة مدينة أمريكية لارتكابه جريمة عنصرية - مرشح سابق للكونجرس يقتل أربعة أشخاص - هوية المخبر الذي كشف فضيحة ووترجيت لاتزال سرية - ملاحقات قضائية في لندن ضد هنري كيسنجر - عشيقة وزير الخارجية الفرنسي السابق ترغب في مغادرة فرنسا - القضاء ييرئ الوزير السابق رولان دوما - الفساد في فرنسا يفرخ جيلاً عنيدًا من القضاة المناضلين - كارلوس منعم ينفي قبض رشاوى من إيران - نائب الوزير هرّب المخدرات بطائرة عسكرية - رئيس الفيليبين استولى على 40% من فدية الرهائن - زعيم المتمردين متهم بسرقة ألفي ماسة - دبلوماسي أفريقي يحاول تهريب ثياب باريسية إلى مصر - اتهام الرئيس الكولومبي بالحصول على رشوة من زعماء المخدرات - تحقيق تمهيدي مع وزيرة العمل الأمريكية - اتهام وزير الزراعة الأمريكي السابق بقبول هدايا - شكوى بتهمة الاحتيال تلاحق نائب الرئيس الأمريكي - وزير الدفاع الأمريكي باع أسهمًا بقيمة 87 مليون دولار - قريب لملكة بريطانيا يعرض خدماته مقابل 100 ألف دولار - القبض على سفير سويسري بتهمة تبييض أموال المخدرات - الحكم على رئيس الوزراء التركي بالسجن بتهمة الاحتيال - لوحة مزورة تثير فضيحة لرئيسة وزراء نيوزيلندا - أحد معاوني رئيس الوزراء الإسرائيل متهم بالفساد - تهمة اختلاس تواجه وزير الداخلية الفرنسي السابق - حبس رئيس هيئة السكك الحديدية الفرنسية في قضايا فساد - محاباة وتبذير داخل منظمة اليونيسكو - قضية بينوشيه تخيف الطغاة السابقين في أمريكا اللاتينية – كيم يكافح من أجل تقاعد دون فضائح - سجن دوق بريطاني احتال على ناد في فلوريدا - الاشتباه في حصول وزير إيطالي على الكوكايين في مكتبه - دبلوماسية إفريقية حاولت تهريب فياجرا إلى مصر - إطلاق سراح مؤسس حزب شاس الإسرائيلي المحبوس بتهمة الفساد - سجن وزير النقل السوري السابق لإدانتهة بالفساد - إدانة أحد أعضاء عائلة كينيدي بقتل شابة - الإفراج عن الرئيس المالي السابق وزوجته - نيكسون أصدر شخصيا أمر التجسس على مقر الحزب الديمقراطي - أباشا اختلس 2.2 مليار دولا ر وهو في السلطة - تجميد ممتلكات رئيس باراجواي السابق ووزير داخليته - رئيسة الصرب تعترف بارتكاب جرائم في حق الإنسانية - حبس وزير فرنسي بتهمة الفساد -  رئيس وزراء إيطاليا وشركاه سرقوا ملياري دولار – قضايا فساد متورط فيها برلسكوني - وزير أندونيسي: حزبي هو"الأكثر فسادا" - مساعد الرئيس طلب اللجوء السياسى بعد فشله في تهريب المخدرات - إعدام نائب رئيس البرلمان الصيني - تحقيق حول نائب وزير إسرائيلي في قضية فساد - عمليات اختلاس واسعة في البنتاجون - رئيس الأركان يشارك في عمليات نهب - رئيس جهار مكافحة المخدرات يتعاون مع مافيا المخدرات - قائد الجيش يعترف بأن خطف الأطفال كان ضمن خطة مدروسة - إدانة جنرال فرنسي بتهمة تعذيب الوطنيين في الجزائر - توزيع المساكن التي استولى عليها نائب عمدة بكين - "إينى" الإيطالية دفعت رشاوى لحزبين حكوميين - دبلوماسي يحاول تهريب 150 سجادة فارسية - إدانة موظف رفيع المستوى في الأمم المتحدة بالاحتيال – القبض على قنصل بتهمة بيع أطفال - اتهام رئيس بلدية إسطنيول الإسلامي وسلفة بالفساد - رئيس بلدية طهران يحاكم بتهمة الفساد - السجن خمسة أشهر لرئيس بلدية آخر - القبض على عضوين في مجلس الشعب السوري بتهمة الفساد - نواب أردنيون يطالبون الإنتربول بتسليم الجلبي بتهمة الاختلاس - المسئول عن الآثار هرّب 362 قطعة أثرية - محاكمة مساعد وزير الزراعة المصري بتهمة الفساد - الجماهير سحلت رئيس بلديتهم الفاسد - انتحار رئيس بلدية بعد إتهامه بالفساد - سجن سياسية يابانية بتهمة الاحتيال - محاكمة 18 بينهم نائبان بتهمة الفساد - سجن عضو البرلمان لتهربه من التجنيد - محاكمة أمين الحزب و30 آخرين في سرقة وتهريب آثار مصرية - 18 سنة لمسئول إعلامي بتهمة الفساد - محاكمة 12 من ضباط الشرطة بتهمة التعذيب والتزوير - لندن تطرد دبلوماسيا عربيا متهما بالفساد - شركة أسلحة بريطانية متهمة بتقديم رشاوى لمسئولين عرب – 4 سنوات لرئيس مخابرات دولة عربية في قضية فساد - خمس سنوات للنازي الذي اشترك في قتل 335 مدنياً إيطالياً - زعيم اليمين الفرنسي متهم بممارسة التعذيب في حرب الجزائر - محاكمة رئيس الوزراء الفرنسي في قضية وظائف وهمية - اتهامات بالفساد ضد الرئيس شيراك - عزل سفير لأنه باع مبنى السفارة - الفساد مازال متفشيًا في الدول الفقيرة وبعض الدول الغنية - تصنيف الدول الأكثر نزاهة والأكثر فسادًا في العالم.
القسم الثاني: على سرير العشيقة
اكتشاف رسائل تؤكد "الصداقة الحميمة" بين الملكة وسائسها - كيتنج ينفي عبثه بمشد صدر الملكة - عشيقة سابقة لميجر: كان شاباً رائعًا - ميجر يعترف بعلاقة غرامية مع وزيرة – وعشيقته توبخه لشعوره بالخجل من علاقتهما - عشيقة رئيس الأركان البريطاني تبيع اعترافاتها - استقالة وزير بالحكومة البريطانية لعلاقته بمطلقة - عائلة كينيدي الملطخة بالفضائح تعتذر لناخبيها - حياة إبراهام لنكولن الجنسية تحرج مدينته - عاهرة الجمهورية تتهم وزير الخارجية الفرنسي بالفساد - العثور على جثة عشيقة النائب الأمريكي - فضيحة تثيرها زوجة سفير سويسري - وفضيحة كاذبة تطيح بالسفير السويسري ذاته - رئيس بيرو يعترف أخيرًا بابنته غير الشرعية - نائب رئيس وزراء ماليزيا حوكم بتهمة اللواط – حسين إرشاد يقطع علاقته بعشيقته - سارة نتانياهو تفضح في التليفزيون العلاقات الجنسية للسياسيين - صور إباحية مكان موقع نتانياهو وزوجته على الإنترنت - قوات موجابي تغتصب المئات من بنات المعارضين - صورة فاضحة لوزيرة الثقافة الإيطالية - التليفزيون يعرض شريطًا لنائب عام روسيا في السرير مع امرأتين - مجلس الشيوخ الفيليبيني يريد معرفة المزيد من عشيقات الرئيس - ابنة أورتيجا بالتبني تتهمهه بالاعتداء الجنسي عليها - مذكرات إحدى عشيقات شاه إيران في مكتبات طهران - لجنة في بلجيكا تبحث علاقات شاذة لوزير - كشفت مؤخرتها لاجتذاب الناخبين - رئيس زيمبابوي المتدين متهم باغتصاب مرافقيه - امرأة تتهم رئيس أندونيسيا بالزنى - 40 مومسًا لشقيق سلطان بروناي ولاصدقائه - وزيرة فنلندية تنشر صورها عارية - مومسات فرنسا يهددن بكشف النواب والوزراء - الأميرة ستيفاني تعشق مدير سيرك - سفير وزوجة وعشيقة وجاسوسية - وزير العدل الروسي عاريًا ومحاطًا بنساء عاريات - معاقبة مسؤولين صينيين لزيارتهم عاهرات - سفير أستراليا في الدنمارك يقدم "شريكه في الحياة" إلى الملكة - سجن حاكم أوساكا السابق بتهمة التحرش الجنسي - زوجة نتنياهو عارية في موقع حزب العمل - شيرلى ماكلين: كانت عشيقة رئيس وزراء السويد - ملك السويد يختلي براقصات جنس في ملهى أمريكي - سرقة رسائل موسوليني الغرامية لعشيقته - موسوليني كان زوجًا مخدوعاً - وزير إيطالي يقر بإقامة علاقات مع الجنسين - عشيقا الكونتيسة الراحلة يتعاركان على إرثها – السفيرة تسلقت سلم السلطة بفضل عشاقها - جون كينيدي ومارلين ديتريتش في الغرفة الرئاسية - ميجور ساند وزيرًا خلع سرواله -  ويساند زعيم الحزب الذي تكلمت عشيقته - كانت لها علاقة بأخر رغم أنه ترك عرشه من أجلها - دوقة يورك تعترف: كنت عارًا وطنيا - الصحف تنتقد وزير الدفاع الذي نشر لقطات له مع عشيقته - المغامرات الجنسية لنائبة تايوانية يتداولها الجمهور - سجن نائب فرنسي لتحرشه الجنسي بابنة أخيه - الحكم على وزير إسرائيلي بالسجن بتهمة الاعتداء الجنسي - ملكة جمال تتهم سلطان بروناي وشقيقه باستغلالها جنسيا - مؤرخ ألماني يؤكد أن هتلر كان لواطيا - كينيدي أقام علاقة مع متدربة في البيت الأبيض – رئيس النمسا لن يصطحب عشيقته إلى مصر - زوج يفضح حاكم فيرجينيا الذي أقام علاقة مع زوجته - فصل ديبلوماسي إسرائيلي التقط صورًا عارية لقاصرات - دبلوماسي فرنسي متورط في علاقات شاذة - ضبط 90 شريط جنسي حاول دبلوماسي مصري تهريبها - الراقصة الإسرائيلية التي اتهمت سفير مصر خسرت الدعوى – فضائح بالجملة لسياسيين بريطانيين - استقالة نائب بريطاني بسبب باحثة - 12 برلمانيا أمريكيًا عاشوا مغامرات عاطفية - توقيف نائب أوغندي بتهمة اغتصاب امرأة - الناطق باسم الحزب في صورة عاري الصدر - بعد تكريمه في إسرائيل ارتكب أعتداءً جنسياً - تهديد بالكشف عن نائب فرنسي من مثلي الجنس – انتخاب سحاقية في مجلس النواب الأمريكي - قلق في إسبانيا بسبب علاقة الأمير بعارضة أزياء نرويجية - خادم يؤكد أن معاون للأمير تشارلز قد اغتصبة - دوقة يورك والدها وأنا - كاميلا كانت عشيقة تشارلز من الثمانينيات فضيحة مونيكا جيت - نساء كلينتون – تسجيلات مونيكا لوينسكي - مونيكا كانت مطلعة على معلومات سرية للغاية في البنتاجون – كنيث ستار قاض جرئ محافظ - أحاديث إباحية في التليفون - جنيفر فلاورز تشعر أنها "انتقمت من كلينتون – التدريب في البيت الأبيض - مونيكا لوينسكي من طفولة هانئة إلى الفضائح الرنانة - بقعة على فستان مونيكا تنشر الذعر في البيت الأبيض - سخرية في كل مكان – تقرير ستار - يوم بدء العلاقة – هيئة المحلفين الكبرى تعاطفت مع مونيكا - البريطانيون يتهافتون على المكتبات لشراء تقرير ستار – 73% من الفرنسيات متعاطفات مع كلينتون - مليونا دولار لتصوير مونيكا شبه عارية - و 240 ألف دولار للمشاركة في عرض أزياء - أكثر من 110 صحيفة طالبت باستقالة كلينتون - أطباء نفسيون: كلينتون ضحية "عارض بينوكيو" – ثري يعرض مليون دولار لبولا جونز لوقف ملاحقة كلينتون - ليندا تريب تفقد وظيفتها في البنتاجون – مونيكا تعيش بعيداً عن الأضواء - ماضي مونيكا يضيّع عليها فرصة عمل سياسي – مونيكا تعود إلى دائرة الأضواء.
كلينتون: إنهم يقتلونني بآلاف الطعنات
فهرس المحتويات

## مقدمة الكتاب
يحصل السياسيون في كل دول العالم على نصيب الأسد من كل شيء؟ فأخبارهم تتصدر الصفحات الأولى في كل الصحف والمجلات، كما تأتي في مقدمة النشرات التلفزيونية والإذاعية والبرامج السياسية. فإذا قالوا استمع الناس، وإذا همسوا خرجت التقارير الإخبارية تحلل تلك الهمسات، وإذا ضحكوا فيجب أن نتفائل ونرضى عن حياتنا، وإذا غضبوا وكشروا عن أنيابهم فأبواب الأزمات سوف تنفتح، والجحيم قادم لا محالة. ولا عجب في ذلك؛ فهم يجلسون على قمة العالم، يحكمون حاضر ومستقبل الشعوب، ويملكون السلطة والنفوذ التي تجعل معظمهم يدمنونها"، ويتابع الكاتب قائلاً: "ورغم الشعارات التي تحض على الشفافية والنزاهة والعفة التي يطلقها البعض لتخدير الجماهير والحصول على أصواتهم، فقد أدانت المحكمة رئيس الوزراء التركي السابق نجم الدين أربكان وسجنته لمدة سنتين وأربعة أشهر لدوره في قضية احتيال"، ويواصل الكاتب: "ويبدو أن إدمان السلطة أشد وطأة من إدمان المخدرات، لذلك أصبح الوصول إليها بتزوير إرادة الشعوب أمر عادي ووسيلة قديمة ومعروفة في كل بلاد الدنيا"، وينهي الكاتب مقدمته قائلاً: "لقد انشغل الفلاسفة بالنظريات، وانشغل الشعراء بالجمال، وتركوا العالم لهؤلاء الفاسدين يمتصون ثرواته، ويشعلون الحروب والحقد والكراهية بين شعوب الأرض ويزجون في معتقلاتهم بالحالمين بعالم أفضل."

## وصلات خارجية
http://opac.birehlibrary.ps/records/1/28518.aspx نسخة محفوظة 12 سبتمبر 2022 على موقع واي باك مشين. فاسدون في السلطة
https://www.goodreads.com/book/show/18524983 فاسدون في السلطة
http://library.kapl.org.sa/cgi-bin/koha/opac-detail.pl?biblionumber=156291 نسخة محفوظة 13 سبتمبر 2022 على موقع واي باك مشين. فاسدون في السلطة
https://www.neelwafurat.com/itempage.aspx?id=egb120861-5121453&search=books فاسدون في السلطة